# Савин, Назарий Истомин
Назарий Истомин Савин (упоминается в 1620 —1632 годах) — московский иконописец, выходец из строгановской школы иконописи.

## Биография и творчество
Назарий Истомин Савин происходил из семьи иконописцев. Его отец, Истома Савин, был известным московским мастером конца XVI — начала XVII века, его брат Никифор также был иконописцем. С начала XX века бытовала версия о существовании двух художников с именем Назария Истомина. Однако В. Г. Брюсова доказала ошибочность этого предположения.
От раннего периода творчества Назария Истомина сохранилось несколько подписных икон: «Богоматерь Петровская» (около 1614 г., ГТГ), «Предста царица одесную тебе» или «Царь царем» (1616 г., ГТГ), «Ангел-хранитель» (ГРМ) и другие. Большинство работ этого времени было выполнено для Строгановых. Д. А. Ровинский называл Назария Истомина любимым иконописцем Никиты Григорьевича Строганова, написавшим для него множество образов. К этому времени Назарий был уже сложившимся профессионалом с высокой репутацией. Об этом свидетельствует не только качество его работ, но и крупные суммы, которые ему платили за них.
Назарий Истомин Савин принадлежал к младшему поколению иконописцев строгановской школы. В 1620-е годы, когда происходит смена поколений, он сначала работает совместно со старшим коллегой Прокопием Чириным (соборная церковь в Костроме, украшение царских хором), а затем сам становится ведущим мастером, возглавившим группу патриарших и государевых иконописцев.
Работы этого периода нашли отражение в многочисленных документах. В 1626—1627 годах он выполняет ряд крупных заказов патриарха в церкви Фёдора Студита у Никитских ворот. В 1627 году он пишет местную икону и образы для деисусного, праздничного и пророческого рядов церкви Ризоположения, в 1628 он реставрирует стенопись в Успенском соборе и, вероятно, участвует в возобновлении после пожара иконописи собора Чудова монастыря. В те же годы выполнена роспись шатра над ризой Господней («шатра Сверчкова») в Успенском соборе.
Архивы содержат множество записей о получении Назарием Истоминым жалования и наград от патриарха за выполненные работы. Последняя такая запись относится к январю 1632 года. В 1640—1642 годах он не участвовал в росписи стен Успенского собора: вероятно, его уже не было в живых, или он был нетрудоспособен.
Стиль Назария Истомина совмещает монументальную репрезентативность искусства годуновской эпохи с ювелирной декоративностью строгановской школы. Несмотря на стремление к передаче объёмности фигур, трактовка пространства остаётся в рамках сложившейся традиции. Вместе с тем эстетизация придаёт его творчеству черты, свойственные маньеризму. Изящные фигуры святых намеренно удлинены, жесты персонажей аффектированы, складки одежды передаются затейливыми линиями контуров. Формирование его композиций, помимо сложившихся иконографических канонов, всё больше определяется взаимодействием персонажей, что говорит о зарождении картинного начала. Творчество Назария Истомина Савина открыло направление, закрепившееся в русском иконном искусстве вплоть до середины XVII века.

## Галерея

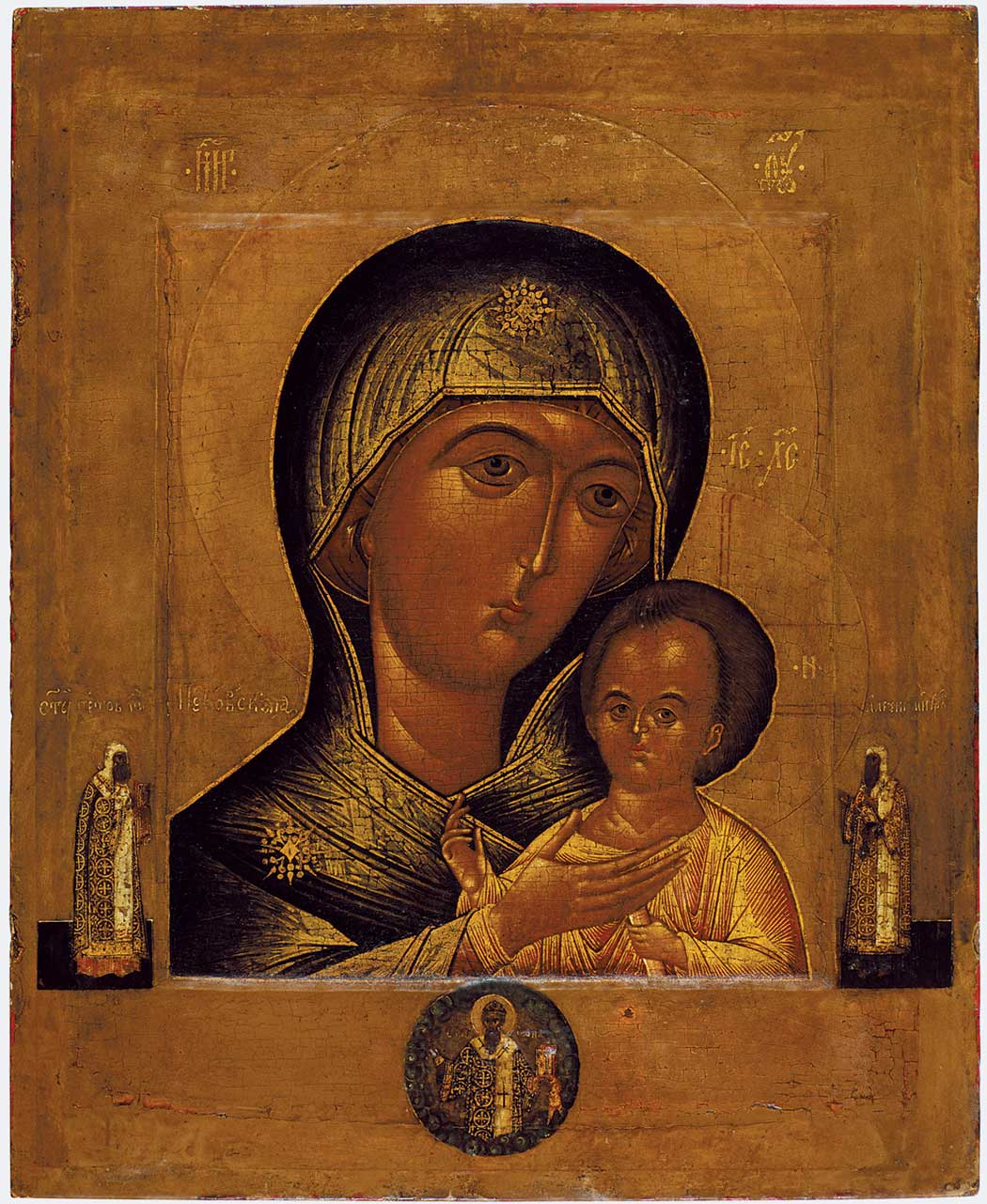
Петровская икона Богоматери. 1614 г. 36 × 30 см. ГТГ, Москва[7].
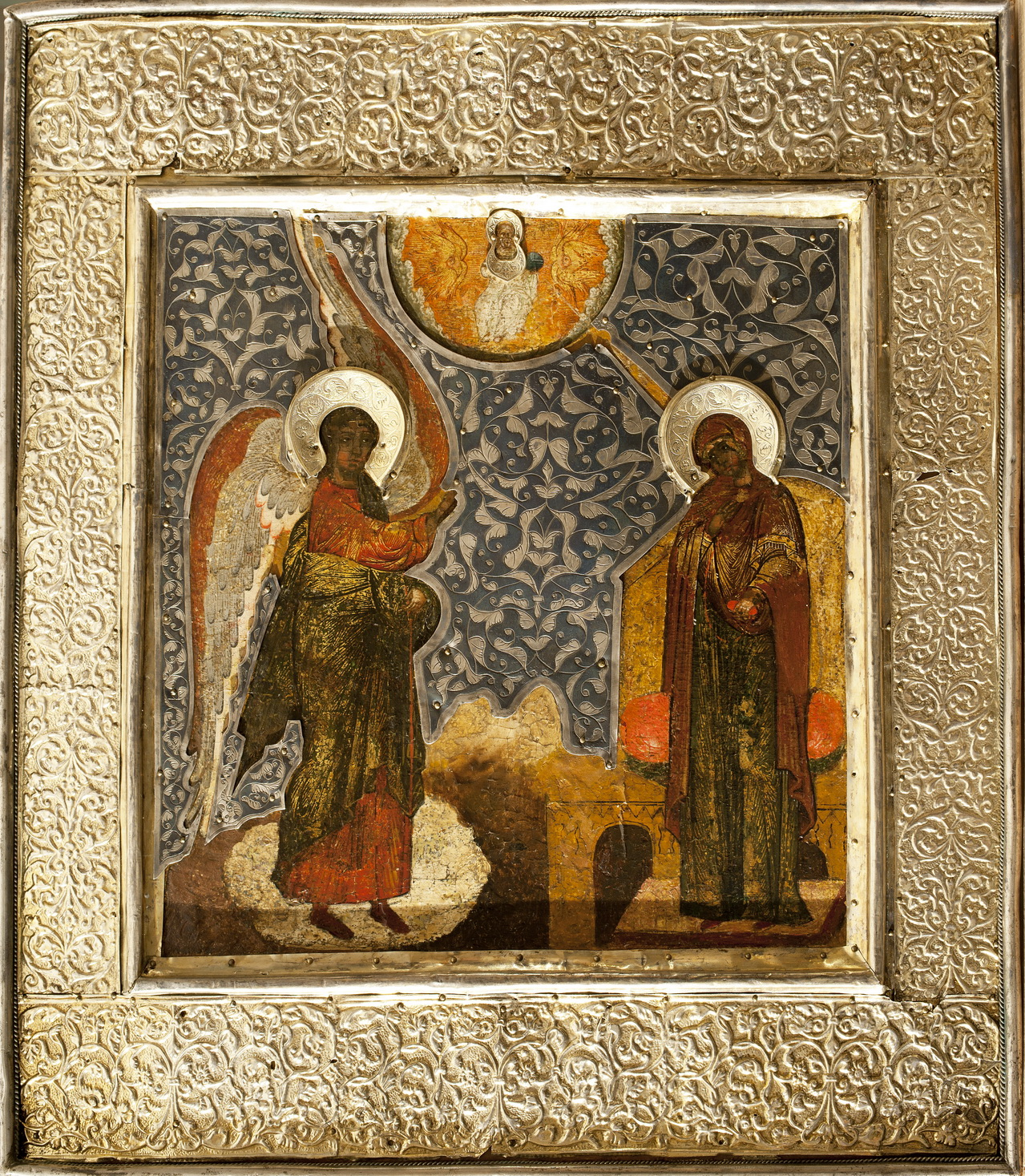
Благовещение. 1614-1615. Дерево, левкас, темпера, металл, басма, чернение, гравировка, золочение. 36х32х2,7 см. Сольвычегодский историко-художественный музей-заповедник, Сольвычегодск[8].
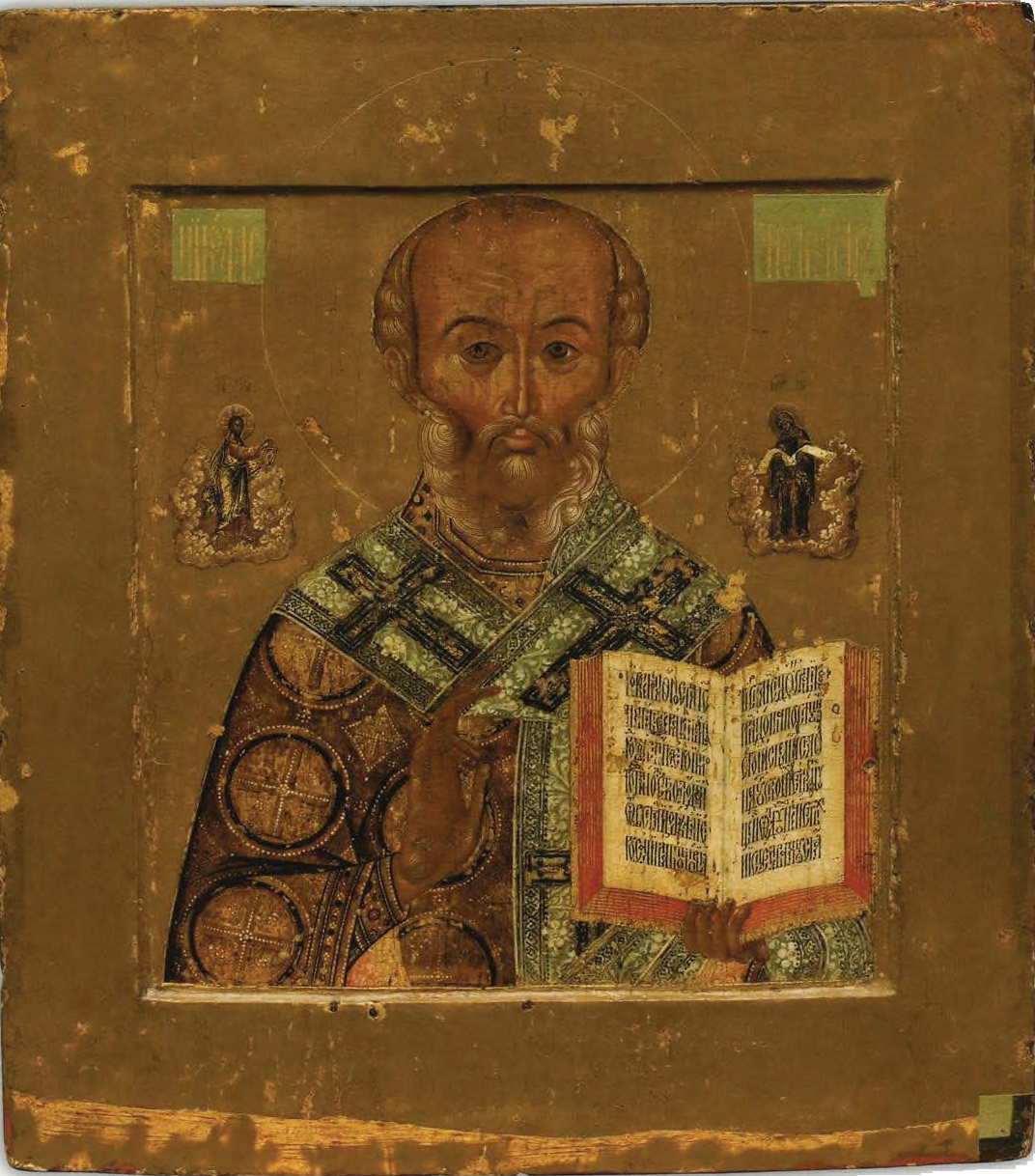
Святитель Николай. 1615. 36,0 х 31,8 см Дерево, левкас, темпера. Частное собрание[9].
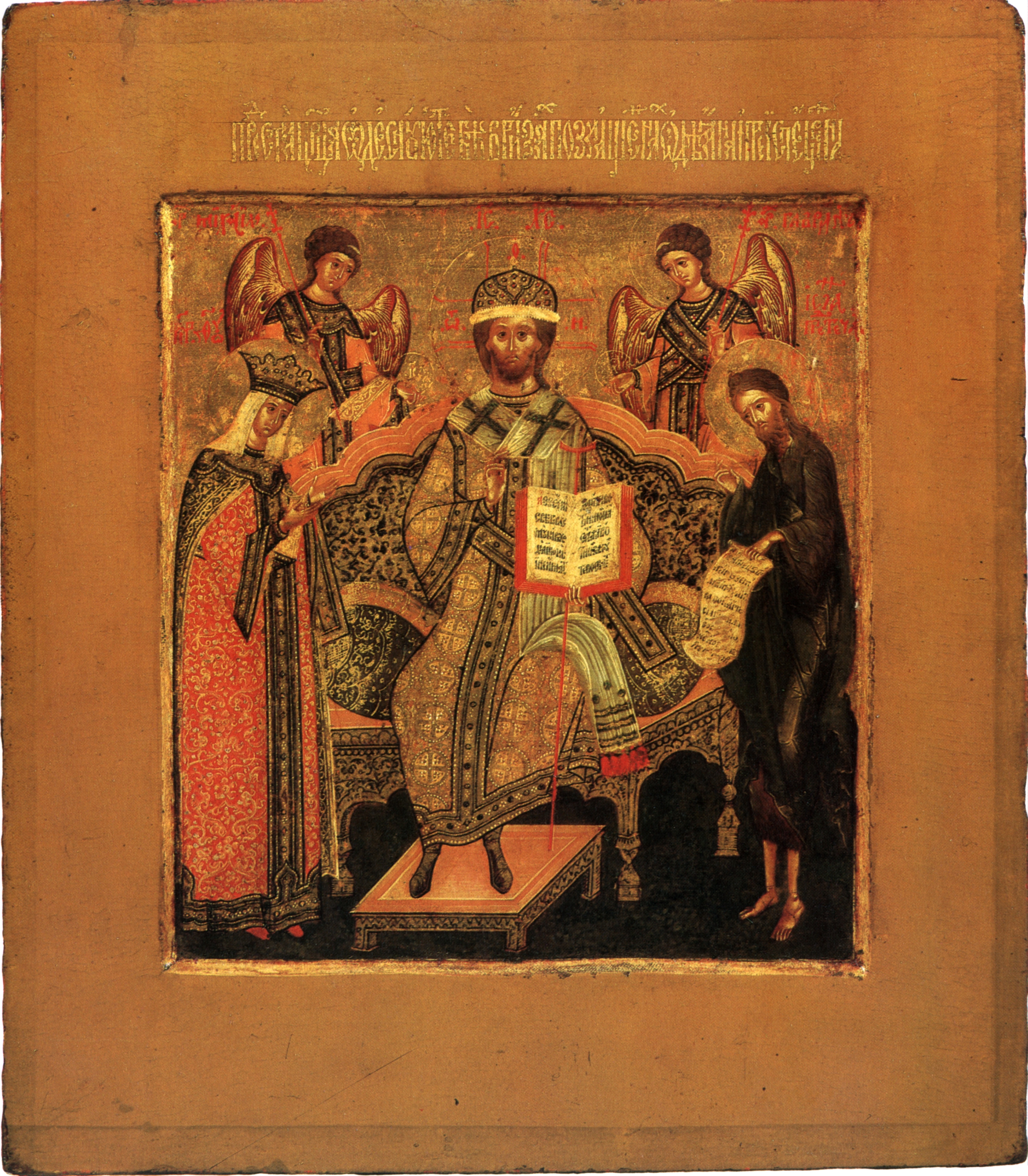
Царь Царем (Предста царица одесную тебе). Дерево, левкас, темпера. 40 х 34 см. 1616. ГТГ
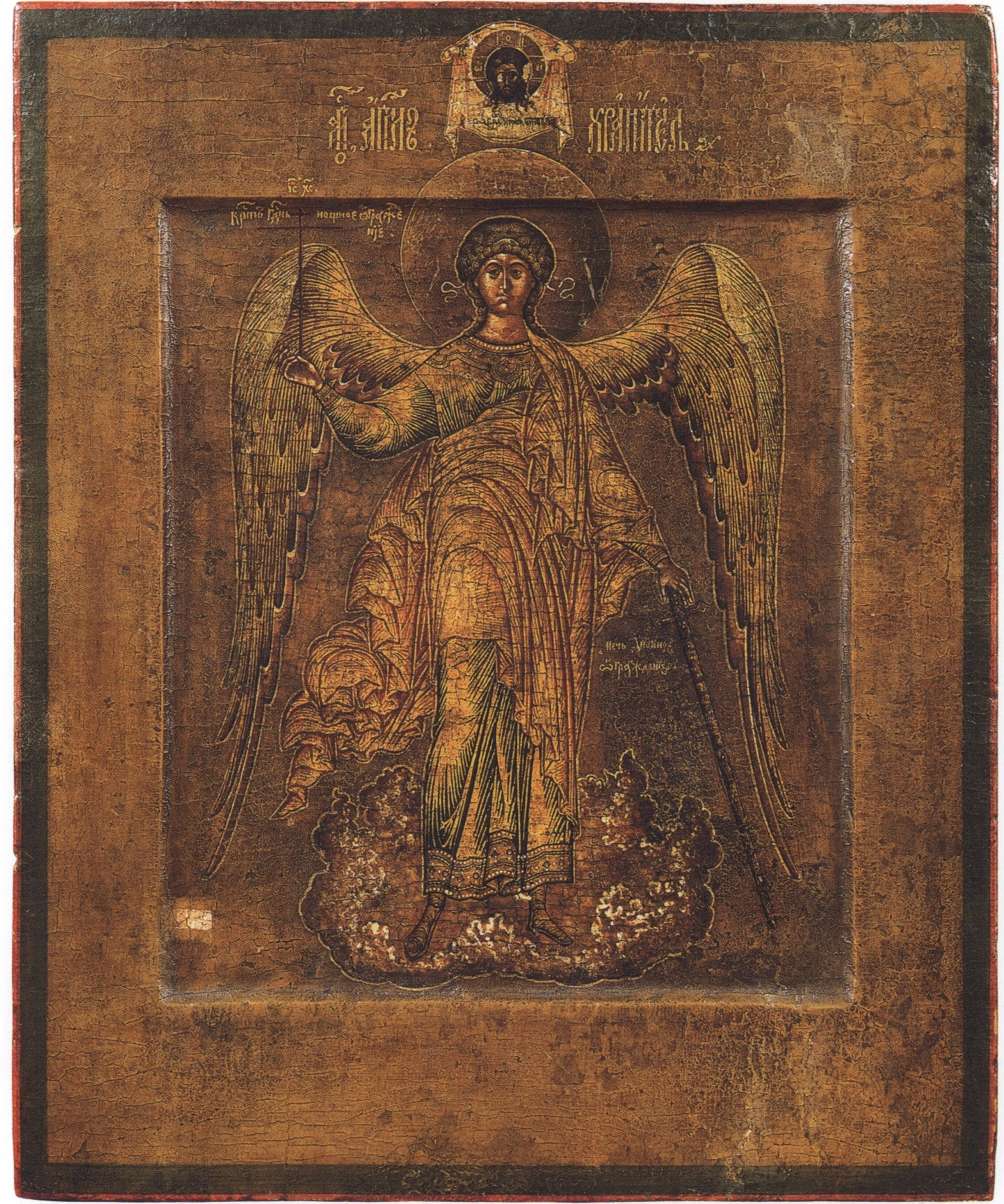
Ангел-хранитель. Дерево, темпера. 35 х 28,7 см. 1616. ГРМ[1].
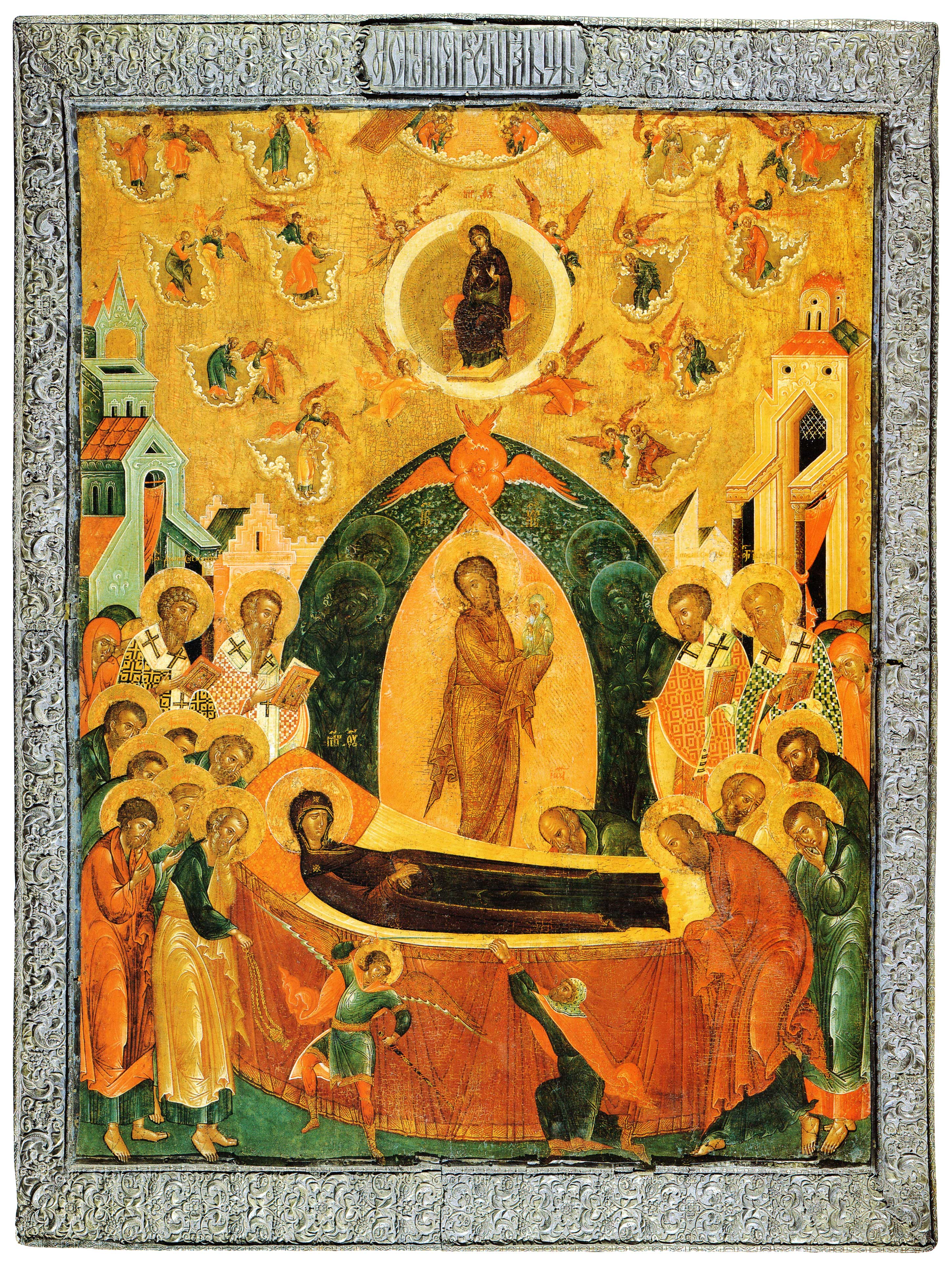
Успение Богоматери. 1621. Дерево, темпера. 144 × 108 см. Государственный музей-заповедник «Коломенское». Происходит из Спасо-Преображенского собора Соловецкого монастыря[11].
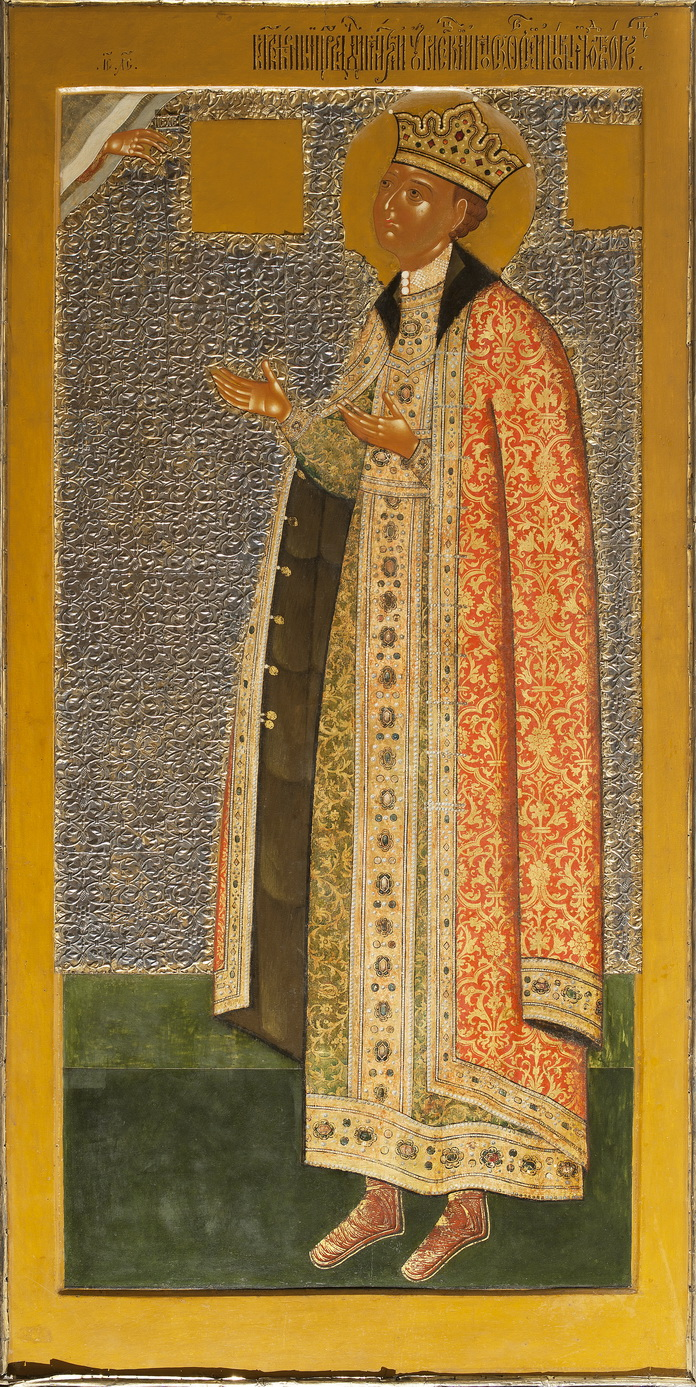
Царевич Димитрий в молении. 1621-1622. Дерево, левкас, темпера, металл, басма, золочение. 153 х 77,8 х 4,1 см. Сольвычегодский историко-художественный музей-заповедник. Происходит из Благовещенского собора, Сольвычегодск[12].
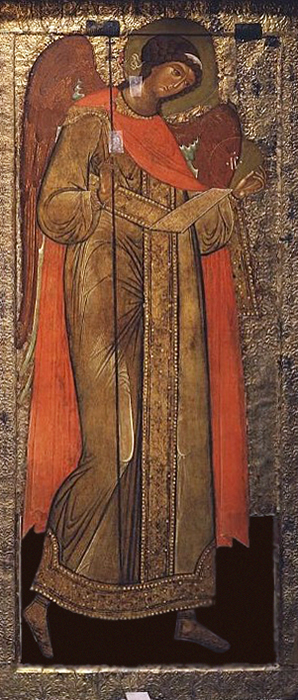
Архангел Михаил. Икона деисусного ряда иконостаса в окладе. Церковь Ризоположения. 1627[13].
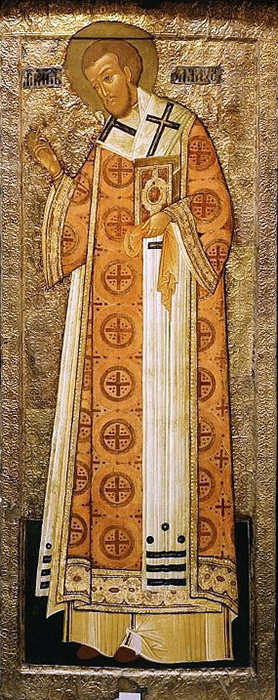
Иоанн Златоуст. Икона деисусного ряда иконостаса в окладе. Церковь Ризоположения. 1627[13].
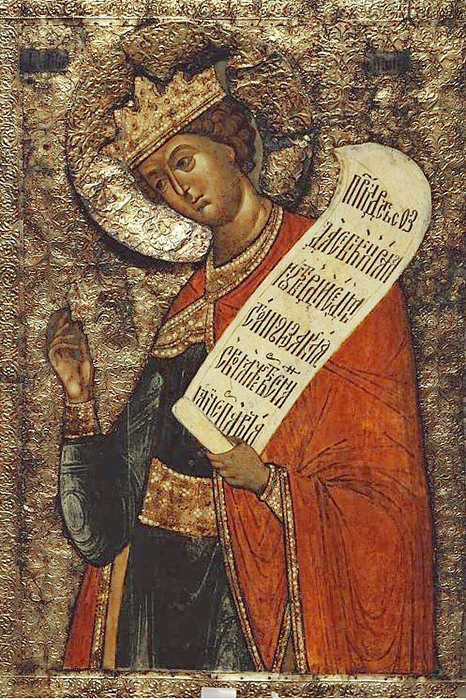
Пророк Соломон. Икона пророческого ряда иконостаса в окладе. Церковь Ризоположения. 1627[13].